# Last Man Standing (Live 1995)
Last Man Standing (Live 1995) is het eerste Livealbum van de Amerikaanse punkrockband The Offspring, die digitaal is uitgebracht op 27 augustus 2021 door Tumbledown Records. In het album is een optreden te horen van de band in 1995 op het Glastonbury Festival. Op dit album worden nummers van de albums Ignition en Smash gespeeld

## Nummers
| No. | Titel                                 | Album                    | Looptijd |
| --- | ------------------------------------- | ------------------------ | -------- |
| 1.  | "Come Out And Play" (Live 1995)       | Smash                    | 2:39     |
| 2.  | "Nitro (Youth Energy)" (Live 1995)    | Smash                    | 2:21     |
| 3.  | "We Are One" (Live 1995)              | Ignition                 | 4:31     |
| 4.  | "Killboy Powerhead" (Live 1995)       | Smash                    | 1:55     |
| 5.  | "Genocide" (Live 1995)                | Smash                    | 3:33     |
| 6.  | "Dirty Magic" (Live 1995)             | Ignition                 | 3:35     |
| 7.  | "Kick Him When He’s Down" (Live 1995) | Ignition                 | 3:05     |
| 8.  | "So Alone" (Live 1995)                | Smash                    | 1:22     |
| 9.  | "Noodles Guitar Solos" (Live 1995)    | Voor het eerst te horen  | 0:56     |
| 10. | "It’ll Be a Long Time" (Live 1995)    | Smash                    | 2:42     |
| 11. | Gotta Get Away (Live 1995)            | Smash                    | 3:34     |
| 12. | "Smash" (Live 1995)                   | Smash                    | 3:01     |
| 13. | "What Happened To You?" (Live 1995)   | Smash                    | 2:07     |
| 14. | "Smash It Up" (Live 1995)             | Batman Forever Sountrack | 3:20     |
| 15. | ''Session" (Live 1995)                | Ignition                 | 2:29     |
| 16. | Self Esteem (Live 1995)               | Smash                    | 4:02     |
| 17. | "Bad Habit" (Live 1995)               | Smash                    | 4:07     |

## Betrokkenen

### The Offspring
- Dexter Holland - zang, slaggitaar
- Noodles - leadgitaar, achtergrondzang
- Greg K. - basgitaar, achtergrondzang
- Ron Welty - drums

### Aanvullende musici
- Higgins X-13 - achtergrondzang
- Glastonbury Festival 1995 publiek - zang op Self Esteem